# Melipona
Melipona is een geslacht van bijen (vliesvleugeligen). De wetenschappelijke naam is gepubliceerd door Johann Karl Wilhelm Illiger in 1806.
Deze angelloze bijen komen voor in de warme streken van het Neotropisch gebied. Een aantal soorten wordt gehouden voor de productie van honing, onder meer in Brazilië.
De typesoort is in 1810 door Pierre André Latreille aangeduid als Apis favosa Fabricius, 1798, dit is de eerste soort die Illiger oplijstte in zijn publicatie uit 1806. Deze soort komt voor in Brazilië.

## Soorten
Volgens ITIS behoren deze soorten tot Melipona:
- M. amazonica Schulz, 1905
- M. asilvai Moure, 1971
- M. baeri Vachal, 1904
- M. beecheii Bennett, 1831
- M. belizeae Schwarz, 1932
- M. bicolor Lepeletier, 1836
- M. boliviana Schwarz, 1932
- M. brachychaeta Moure, 1950
- M. bradleyi Schwarz, 1932
- M. capixaba Moure & Camargo, 1995
- M. captiosa Moure, 1962
- M. carrikeri Cockerell, 1919
- M. colimana Ayala, 1999
- M. compressipes (Fabricius, 1804)
- M. cramptoni Cockerell, 1920
- M. crinita Moure & Kerr, 1950
- M. dubia Moure & Kerr, 1950
- M. eburnea Friese, 1900
- M. fasciata Latreille, 1811
- M. fasciculata Smith, 1854
- M. favosa (Fabricius, 1798)
- M. flavolineata Friese, 1900
- M. fuliginosa Lepeletier, 1836
- M. fulva Lepeletier, 1836
- M. fuscata Lepeletier, 1836
- M. fuscopilosa Moure & Kerr, 1950
- M. grandis Guérin-Méneville, 1844
- M. illota Cockerell, 1919
- M. indecisa Cockerell, 1919
- M. interrupta Latreille, 1811
- M. lateralis Erichson, 1848
- M. lupitae Ayala, 1999
- M. mandacaia Smith, 1863
- M. marginata Lepeletier, 1836
- M. melanoventer Schwarz, 1932
- M. merrillae Cockerell, 1919
- M. micheneri Schwarz, 1951
- M. mimetica Cockerell, 1914
- M. mondury Smith, 1863
- M. nebulosa Camargo, 1988
- M. nigrescens Friese, 1900
- M. obscurior Moure, 1971
- M. ogilviei Schwarz, 1932
- M. orbignyi (Guérin-Méneville, 1844)
- M. panamica Cockerell, 1919
- M. paraensis Ducke, 1916
- M. peruviana Friese, 1900
- M. puncticollis Friese, 1902
- M. quadrifasciata Lepeletier, 1836
- M. quinquefasciata Lepeletier, 1836
- M. rufescens Friese, 1900
- M. rufiventris Lepeletier, 1836
- M. salti Schwarz, 1932
- M. scutellaris Latreille, 1811
- M. schwarzi Moure, 1963
- M. seminigra Friese, 1903
- M. solani Cockerell, 1912
- M. subnitida Ducke, 1911
- M. torrida Friese, 1917
- M. triplaridis Cockerell, 1925
- M. tumupasae Schwarz, 1932
- M. variegatipes Gribodo, 1893
- M. yucatanica Camargo, Moure & Roubik, 1988